# Junge Kirche

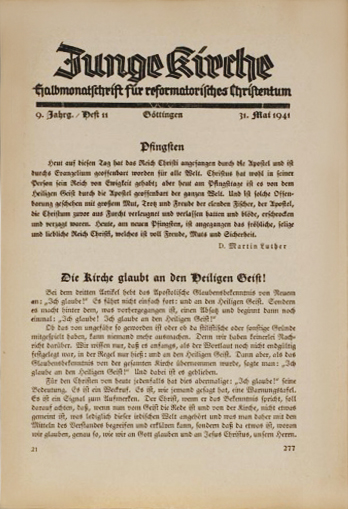
Ausgabe der „Junge Kirche“ von 1941

Die Zeitschrift Junge Kirche wurde von Günther Ruprecht (der damalige Leiter des Verlages Vandenhoeck & Ruprecht) in Berlin 1933 als „Mitteilungsblatt der Jungreformatorischen Bewegung“ gegründet. Sie wurde als Halbmonatszeitschrift in dem eigens dafür gegründeten Verlag Junge Kirche verlegt.
Themenschwerpunkte waren unter anderem „reformatorisches Christentum“, „politische Gleichschaltung der evangelischen Kirche“ sowie „Glaube, Bibel, Kirche und Gesellschaft“.
Die „Junge Kirche“ gilt als wichtigste Publikation auf dem Gebiet der überregionalen kirchlichen Presse unter NS-Herrschaft.

## Geschichte

### 1933 bis 1941
Die Jungreformatorische Bewegung, zu der sich in Berlin einige Theologen und Pastoren wie Kurt Aland, Walter Künneth, Hanns Lilje und Martin Niemöller aus Dahlem zusammengeschlossen hatten, lud am 9. Mai 1933 in- und ausländische Medienvertreter zu einer Pressekonferenz ins Berliner Hotel Adlon.
Mit dem dort vorgetragenen „Aufruf zur Sammlung“ erregte sie nicht nur einiges Aufsehen, sondern fand auch große Unterstützung in anderen Städten.
Gemeinsam wollten die „Jungreformatoren“ gegen die nationalsozialistische Glaubensbewegung Deutsche Christen antreten.
Die erste Ausgabe der „Jungen Kirche“, die sich gegen die politische Gleichschaltung der evangelischen Kirche einsetzte, erschien am 21. Juni 1933 in Göttingen.
Vorangegangen waren fünf mit dem Aufdruck „vertraulich“ gekennzeichnete Mitteilungen, diverse Flugblätter und eine Denkschrift.
Ebenso wie der Herausgeber Hanns Lilje (1899–1977), verfolgte Ruprecht, der zu den Gründungsmitgliedern der Jungreformatorischen Bewegung gehörte, mit der Zeitschrift das Ziel, die evangelische Kirche auf klarem Kurs zu halten und den Kirchenkampf zu dokumentieren.
1934 wurde die „Junge Kirche“ ein wichtiges publizistisches Organ und zur Informationsquelle der Bekennenden Kirche. Durch ihre Kritik an der Kirchenpolitik der „Deutschen Christen“, die für eine Gleichschaltung der Kirchen eintraten, und Abdruck regimekritischer Nachrichten geriet die Zeitschrift ins Visier der GESTAPO.
1938 verlangte das Reichspropagandaministerium, jede Ausgabe müsse mindestens einen „positiven Beitrag“ enthalten.
Immer wieder wurden einzelne Ausgaben beschlagnahmt. Neben der Redaktionsleitung setzten etliche Verlagsmitarbeiter ihre Freiheit aufs Spiel, damit das Sprachrohr des kirchlichen Widerstands erscheinen konnte. Überliefert ist beispielsweise der wagemutige Einsatz des Vertriebsmitarbeiters Willy Müller: Er wurde durch einen Freund, der im Büro der Gestapo angestellt war, regelmäßig in scheinbar belanglosen privaten Telefonaten durch den Code „Falkenauge kommt“ über angesetzte Durchsuchungen informiert, beschleunigte daraufhin den Versand und erreichte, dass lediglich Restexemplare beschlagnahmt wurden.
Mit der Ausgabe vom 31. Mai 1941, kurz vor dem Angriff auf die Sowjetunion, wurde die „Junge Kirche“ eingestellt, um „Menschen und Material für andere kriegswichtige Zwecke frei zu machen“.

### Ab 1949
Vier Jahre nach Ende des Zweiten Weltkriegs erteilten die alliierten Streitkräfte über den deutschen Presse-Ausschuss der „Jungen Kirche“ als einer der ersten Zeitschriften eine erneute Druckgenehmigung. Sie erschien in Oldenburg. Die ersten Herausgeber der Nachkriegszeit waren Oberkirchenrat Hermann Ehlers und Fritz Söhlmann. Sein Nachfolger wurde 1951 Oberkirchenrat Heinz Kloppenburg, der die Zeitschrift dann über drei Jahrzehnte entscheidend prägte. Die „Junge Kirche“ trat das inhaltliche Erbe des „Kirchenkampfes“ im Dritten Reich an, indem sie sich gegen die Wiederbewaffnung Deutschlands einsetzte und für die Aussöhnung mit den Völkern des Ostens engagierte. Zur Zeit des Kalten Krieges und des Antikommunismus bemühte sie sich um einen Dialog zwischen Ost und West.
In den 1970er und 1980er Jahren wurde die Zeitschrift zu einer Stimme der Friedensbewegung, die sich angesichts der atomaren Bedrohung, der Aufrüstung und der wachsenden Zahl von Kriegen weltweit formierte. Die „Junge Kirche“ behielt dabei die Situation der Dritten Welt im Blick, indem sie sich mit den Befreiungskämpfen in Afrika, Asien und Lateinamerika befasste und ein Diskussionsplattform zwischen Pazifisten und Vertretern der Befreiungsbewegungen bot. Ab 1975 gingen die Redaktionsmehrheiten der Zeitschriften der alten „Stimme der Gemeinde“, der katholischen Zeitschrift akid („Zeitschrift für Theorie und Praxis in Gesellschaft und Kirche“) sowie von „Christen für den Sozialismus“ in der Jungen Kirche auf.
Themen des „Konziliaren Prozesses für Gerechtigkeit, Frieden und Bewahrung der Schöpfung“ standen seit Ende der 1980er Jahre inhaltlich im Zentrum der Zeitschrift.
Die „Junge Kirche“ bietet heute ein Forum für Befreiungstheologien, vor allem aus Lateinamerika, für den christlich-jüdischen und interreligiösen Dialog, für feministische Theologie und Ökumene. Sie befasst sich mit der Bedeutung der Erinnerung im Zusammenhang mit dem Dritten Reich und dem Holocaust, setzt sich kritisch mit den sozialen Folgen der Globalisierung und dem Weltwirtschaftssystem auseinander, beschäftigt sich in der „Dekade zur Überwindung von Gewalt“ mit Gewaltprävention und Rechtsextremismus, mit Bioethik, Ökologie und der gesellschaftlichen Bedeutung von Religion und Kultur.
Die Zeitschrift wird herausgegeben im Verlag Erev-Rav vom Verein Woltersburger Mühle e. V.